# Vlagyimir Nyikolajevics Gyezsurov
Vlagyimir Nyikolajevics Gyezsurov (oroszul: Владимир Николаевич Дежуров; Javasz, Mordvin ASZSZK, 1962. július 3.–) orosz űrhajós, ezredes.

## Életpálya
1983-ban szerzett mérnök-pilóta diplomát a Harkovi Katonai Repülési Iskolában. Katonaként volt pilóta, vezető pilóta, csoportvezető pilóta. Egy alkalommal – hajtóműhiba – katapultálnia kellett. Három repülőgéptípuson több mint 900 órát repült. Ejtőernyős ugrásainak száma 170.
1987. március 26-tól részesült űrhajóskiképzésben. Kettő űrszolgálat alatt összesen 244 napot, 5 órát, 29 percet és 53 másodpercet töltött a világűrben. Űrsétái (kutatás, szerelés) alatt 36 óra 46 percet töltött az űrállomáson kívül. 1994-ben a légierő Akadémiáján szerzett diplomát. Űrhajós pályafutását 2004. július 12-én fejezte be. A Jurij Gagarin Űrhajós Kiképző Központ (CPK) űrhajósok kiképzési osztályának egyik vezetője.

## Űrrepülések
- Szojuz TM–21 kutatásfelelős parancsnok. Az STS–71, az Atlantis űrrepülőgép fedélzetén szállt le. Összesen 115 napot, 8 órát, 43 percet és 54 másodpercet töltött a világűrben. Három űrséta alatt 18 óra 11 percet töltött az űrállomáson kívül.
- STS–105 Discovery űrrepülőgépen fedélzeti mérnökként száll fel, és az STS–108

Endeavour űrrepülőgép fedélzetén tért vissza. Összesen 128 napot, 20 órát, 45 percet és 59 másodperc töltött a világűrben. Négy űrséta (kutatás, szerelés) összesen 18 óra 35 percet volt az űrállomáson kívül.

### Tartalék személyzet
Szojuz TM–31 kutatásfelelős parancsnok

## Kitüntetések
- Kétszer kapta meg a Szovjetunió Hőse kitüntetést.